# Betsimisaraka
Betsimisaraka (što na malgaškom znači puno nedjeljivih odnosno ujedinjeni), drugi po veličini narod na Madagaskaru s oko 2 830 000 pripadnika (oko 14.9% stanovništva države), rasprostranjen duž uskog obalnog pojasa na istočnoj obali.
Kao i Merine govore malgaškim jezikom
koji je nasličniji jugoistočnim barito jezicima. Oni govore dvama dijalektima, sjevernim i južnim. Većina su rasni mješanci između bantu crnaca i malgaško-indonezijskih predaka. Bave se poljoprivredom, trgovinom, pomorstvom i ribarstvom. Pretežno ispovijedaju kršćanstvo i animizam.
Kao narod ujedinio ih je početkom 18. stoljeća Ratsimilaho. On je osnovao Kraljevstvo Betsimisaraka u kojem je ujedinio dotad neprijateljska plemena koja su živjela duž 650 km istočne obale. Njegovo kraljevstvo urušilo se vrlo brzo nakon njegove smrti, već za trećeg nasljednika 1791. godine. Većina Betsimisaraka tada je potpala pod vlast Kraljevstva Merina koje je opstalo sve do dolaska francuske kolonijalne uprave 1896. godine.
Betsimisarake su u povijesti bili poznati kao vješti pomorci i gusari. Plovili su velikim kanuima koji su mogli primiti 50 i više članova posade, u flotama od nekoliko tisuća ljudi pljačkali su i robili Komore sjeverozapadno od Madagaskara. Mnogi od tih robova dovedenih s Komora danas su članovi naroda Betsimisaraka. Betsimisarake su također bili vješti ribari i kitolovci, koji su služili kao mornari na europskim brodovima od davnina.

## Povijest
Sve do početka 18. stoljeća Betsimisarake su još bili podijeljeni na tri plemena. Pleme Tsikoa (ili Betanimena) živjelo je na jugu, Varimo u sredini i Anteva na sjeverozapadu. Svako od tih plemena bilo je kulturološki i jezično posebno, tako da su povremeno ratovala jedna protiv drugih. Te sukobe poticali su i brojni europski trgovci koji su se namnožili tijekom 17. i 18. stoljeća, zazanimani za prodaju oružja u zamjenu za robove. Betsimisarake je ujedinio njihov prvi kralj Ratsimilaho oko 1710. godine, inače mulat. Bio je sin engleskog pirata Toma Tewa (ili Thomasa Whitea) i domorodačke princeze Rahene iz plemena Anteva.
Ratsimilaho je svoj pohod na vlast započeo pobjedom nad tada moćnim kraljem Ramananom iz plemena Tsikoa, koji je navalio na sjevernu obalu kako bi se dočepao unosne trgovine robljem s Europljanima. Nakon pobjede nad Tsikoima Ratsimilaho je uspio ženidbom s kćeri kralja Kaleheka iz plemena Varimo steći saveznika u borbi protiv Tsikoa koji su se nakon smrti svog kralja opirali vlasti Ratsimilaha. Tako je nakon dugih borbi ujedinio istočnu obalu. Međutim, njegovo kraljevstvo počelo se raspadati nakon njegove smrti 1750., kad je vlast preuzela njegova žena Bity. Stanje se pogoršalo kad je vlast preuzeo njegov sin, tada se obnovila stara plemenska nesnošljivost tako da je to olašalo posao Merinama i njihovu kralju Radami I. koji je zauzeo kraljevstvo 1817. godine. Od tad su Betsimisarake živjeli kao podanici Kraljevstva Merina sve dok Francuzi nisu zaposjeli otok 1896.

### Geografska rasprostranjenost
Ozemlje koje naseljavaju Betsimisarake je uski obalni pojas od nekih 640 km, na istočnoj obali Madagaskara od rijeke Mananare na jugu sve do ušća rijeke Bemarivo na sjeveru. Veći gradovi u kojima žive su Toamasina, Fenoarivo Atsinanana i Maroantsetra.

## Vanjske poveznice
- Narod Merina
- Narod Betsimisaraka na internetskim stranicama enciklopedije Britannice